# Leon Oswald
Leon Oswald (レオン・オズワルド Reon Ozuwarudo) este un trapezist francez chemat de Kalos la Kaleido Stage pentru a juca alături de Sora. Acesta nu este mulțumit de fată considerând prestația ei este o joacă de copii. Găsește mai multă îndemânare în May și o alege parteneră. În cele din urmă realizează că Sora este cea ce căuta el și o învață Acrobația Îngerului. Evenimentele din trecutul său întunecat l-au transformat pe Leon într-o persoană rece, foarte dură și irascibilă. Este foarte popular printre fetele din lumea întreagă, acestea venind la Kaleido Stage mai ales pentru a-l vedea. Un lucru de apreciat la el este faptul că și-a ținut promisiunea față de sora sa Sophie și a luptat pentru a o îndeplini. Leon este învățat de Sora să iubească scena și cunoaște astfel frumusețile ei.
Este dublat de Takahiro Sakurai în versiunea japoneză, de Mike MacRae în versiunea engleză și de Orlando Arenas în versiunea spaniolă.

## Descriere

### Copilăria
Leon și Sophie, au rămas orfani când erau foarte mici și au fost adoptați de niște rude cu care nu se prea înțelegeau. Văzând în ei niște viitoare vedete, Alan Ruben i-a luat în grija sa și a încercat să-i învețe Acrobația Îngerului. El nu îl considera pe Leon destul de bun pentru a-i fi partener lui Sophie, și l-a antrenat suplimentar (ex: să jongleze cu mingi acoperite de plumb). Leon ura încă de atunci scena, de când Sophie greșise la o reprezentație din cauza antrenamentului excesiv, iar publicul îi gonise de pe scnă. Cu timpul, Leon a început să devină mai bun, dar continua să se îndoiască de metodele lui Alan. În cele din urmă a decis să plece pentru a o transforma singur pe Sophie într-o adevărată vedetă.

### Festivalul Circului
Cei doi aveau mult succes, primind numeroase contracte cu trupe de circ. Leon se antrena din greu pentru a acoperi greșelile Sophiei. Au fost selecționați să participe la Festivalul Circului, unde Sophie a fost păcălită de Yuri Killian, și a murit lovită de o mașină. Leon l-a sunat disperat pe Yuri să vină să-i spună surorii sale că nu a făcut-o intenționat, pentru ca aceasta să nu moară cu inima frântă, dar acesta a refuzat deoarece urma pe scenă. După moartea lui Sophie, Leon a devenit un acrobat excepțional, și pentru a-i îndeplini promisiunea făcută, a distrus multe partenere de-a lungul timpului, care nu era capabile să execute Acrobația Îngerului.

## Înfățișare
Leon are părul lung și alb, și îl poartă în permanență despletit. Ținuta sa este formată dintr-un tricou cu guler negru (uneori acoperit de o geacă neagră), pantaloni negrii și pantofi negrii. La antrenamente poartă un tricou negru, pantaloni scurți negrii și poante negre.

## Kaleido Stage
Leon este chemat de Kalos Eido la Kaleido Stage pentru a deveni partenerul Sorei Naegino. Nu își face o impresie prea bună despre aceasta (scurtându-i până și rolul din Saiyuki la 5 min.) și o alege pe recruta May Wong parteneră. Layla Hamilton îi oferă Biletul Phoenix și îi propune să participe la Festivalul Circului alături de May sau Sora. În timpul spectacolului Dracula, deoarece nu fusese mulțumit de prestația ei, îi dă drumul lui May și o prinde din nou cu brutalitate luxându-i brațul. Cât timp May se recupera, Leon o pune pe Sora la încercare să stea într-un picior o perioadă îndelungată. La ultima probă, când trebuia să execute un salt mortal, Sora refuză de teamă ca Leon să-i dea drumul. May revine și îi arată lui Leon creația ei Spirala Demonului, pe care o vor folosi la concurs. Leon se reîntâlnește cu Yuri Killian la festival și fac schimb de câteva replici tăioase. Yuri o învățase pe Sora, Acrobația Îngerului, dar aceasta nu o finalizase pentru că dorise să renunțe. May și Leon au câștigat și s-au întors la Kaleido Stage unde au fost felicitați de către Kalos și au obținut Biletele Phoenix. Sora a decis să intre în echipa tehnică, dar Leon a încercat să o readucă înapoi pe scenă. În timp ce aceasta împrăștia petale, Leon a urcat la ea și a pus-o să improvizeze alături de el și May. Văzând-o că pleacă, Leon a sărit după ea și s-a rănit fiind internat în spital. După ce s-a vindecat, s-a întors la Kaleido Stage unde după ce a purtat o luptă cu Yuri pentru a-și lega conturile din trecut, a început să o antreneze pe Sora. Văzând că este slăbită, i-a propus să modifice puțin acrobația motivând că nu va crea niciodată o scenă fără lupte, dar aceasta l-a convins să o mai antreneze și a executat acrobația, demonstrându-i contrariul.

## Accidentări
În timpul antrenamentelor, Sora suferă numeroase accidentări, soldate cu răni mai mult sau mai puțin grave:
| Numele episodului în engleză           | Partea accidentată a corpului | Motivul accidentării |
| -------------------------------------- | ----------------------------- | --- |
| My Amazing And Lonely Challenge        | Mâinile                       | Antrenându-se intens pentru Phoenixul de Aur, Sora suferă numeroase lovituri și zgârieturi cauzate de căderea pe plasa de siguranță timp de o săptămână și de solicitarea continuă a brațelor.                                                               |
| My amazing Challenge for the Lead Role | Umărul drept                  | Antrenamentul pentru Mica Sirenă constă în săritura printr-o cascadă de la un trapez la altul; Sora pornește să sară prea târziu și apucă trapezul, însă mâna îi alunecă și cade în gol. Viteza desprinderii și forța acesteia cauzează dislocarea umărului. |
| An Amazingly Hot New Production        | Tot corpul                    | Practicând sărituri pe o sârmă și căzând de nenumărate ori pe plasa de siguranță și pe sârmă, Sora se zgârie și lovește pe toată suprafața corpului. |
| 23-25                                  | Tot corpul                    | Antrenamentele pe stânci și prinderea unei bile care cântărește cât Layla o rănesc pe Sora foarte mult, cauzându-i lovituri pe toată suprafața corpului. |
| The Amazing Injured Swan               | Călcâiele                     | Deoarece se antrena intens, neîncetat, Sora își solicită foarte mult călcâiele, lucru ce cauzează îndepărtarea pielii de pe acestea. |